# Stenskär, Estland
Stenskär (estniska: Vaindloo) är en ö i Finska viken som tillhör Estland. Den ligger i kommunen Vihula vald i Lääne-Virumaa, 100 km öster om huvudstaden Tallinn. Ön är Estlands nordligast belägna landområde.
Terrängen på Stenskär är mycket platt. Öns högsta punkt är 6 meter över havet. Den sträcker sig 0,8 kilometer i nord-sydlig riktning, och 0,3 kilometer i öst-västlig riktning.

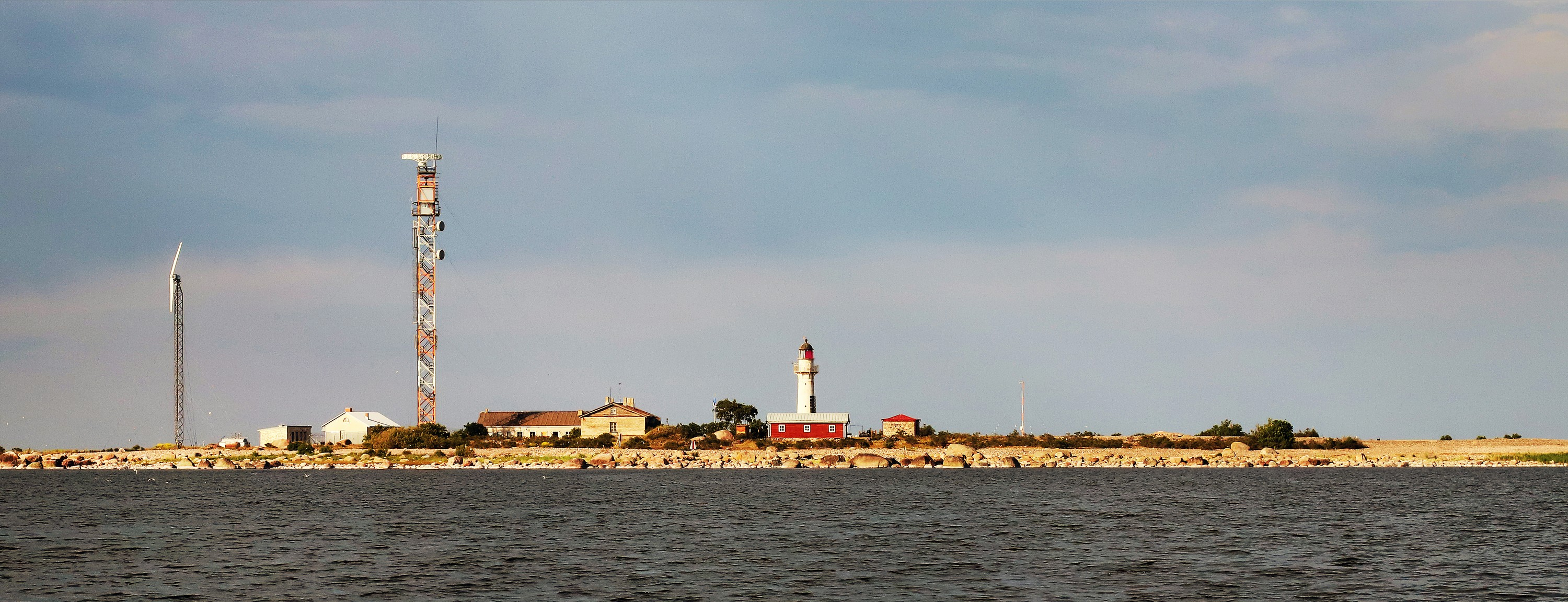
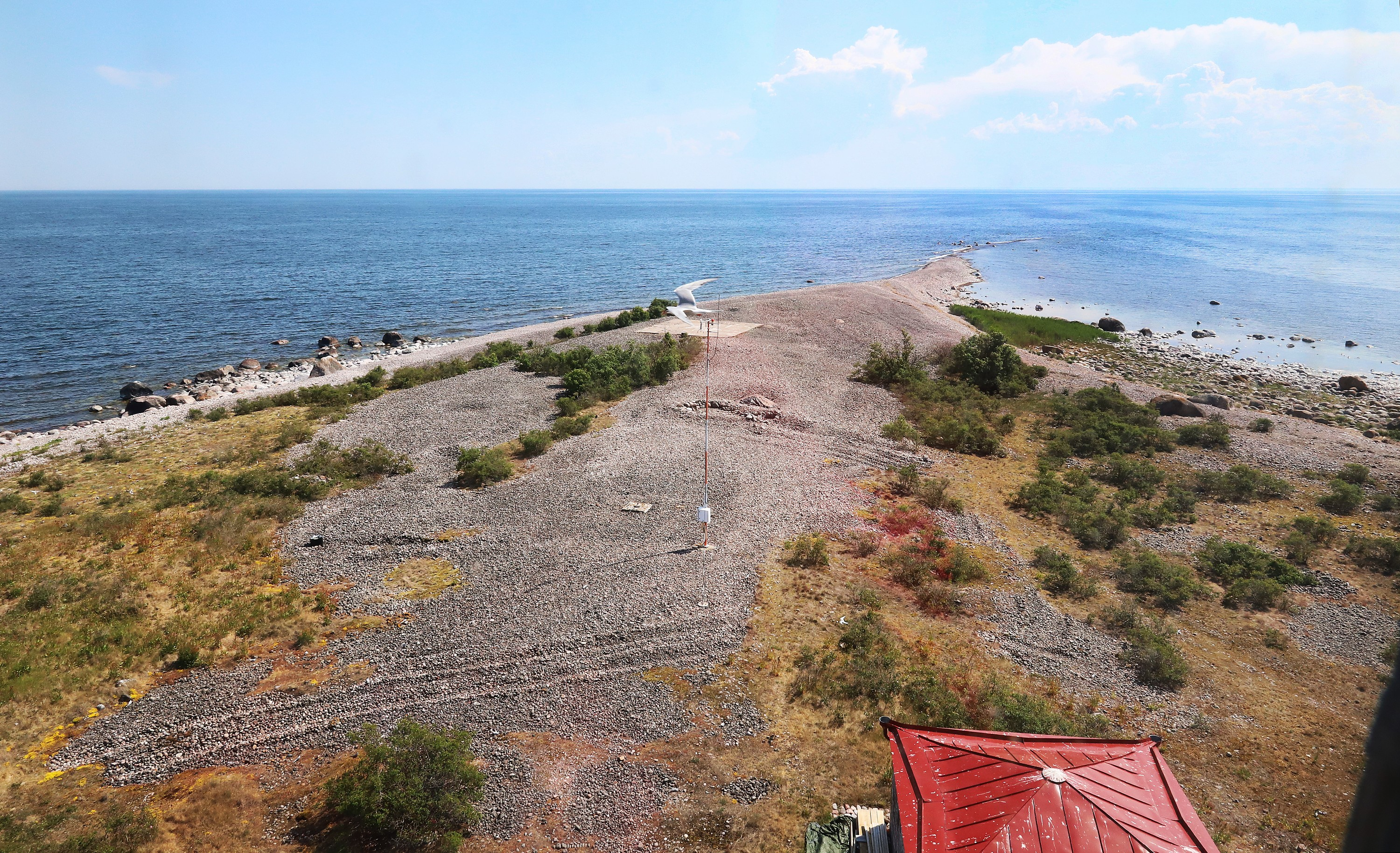
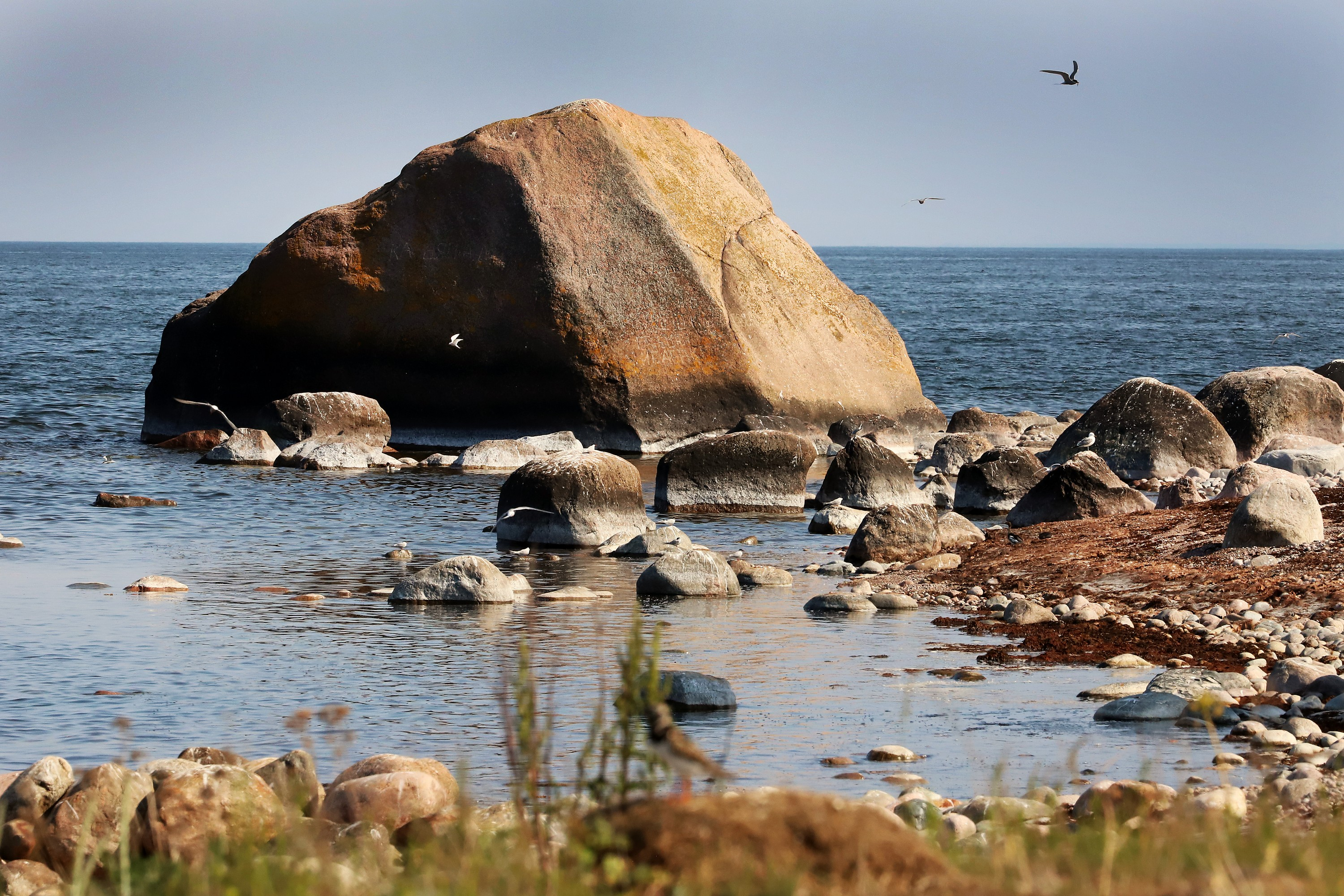
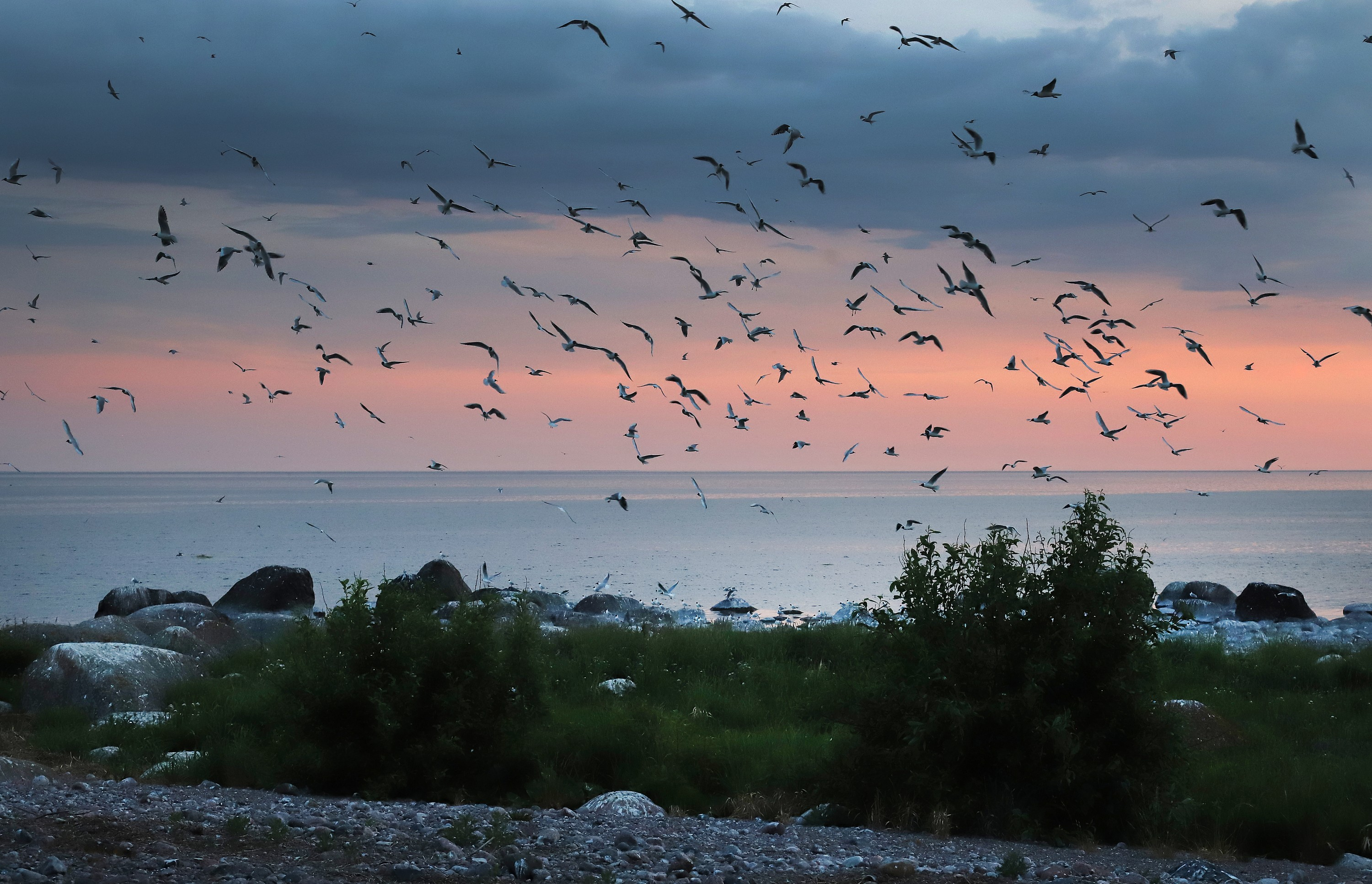